# 2013 FT28
2013 FT28 ist ein Planetoid, der am 16. März 2013 am Cerro Tololo Observatory, La Serena entdeckt wurde und zur Gruppe der Kuipergürtel-Planetoiden gehört. Der Asteroid läuft auf einer hoch exzentrischen Bahn in über 5500 Jahren um die Sonne. Die Bahnexzentrizität seiner Bahn beträgt 0,86, wobei diese 17,33° gegen die Ekliptik geneigt ist.